# امراه
امراه اردوغان ایپک (ترکی استانبولی: Emrah Erdoğan İpek؛ زادهٔ ۱ ژانویهٔ ۱۹۷۱) با نام هنری امراه خواننده، ترانه‌سرا، و بازیگر اهل ترکیه است.

## زندگی و حرفه
او در دیاربکر به دنیا آمده است. او در سال ۱۹۸۴ با آلبوم Ağam Ağam در دوران راهنمایی وارد دنیای موسیقی شد. با بازی در نقش اول فیلم Zavallılar (1984) به «امراه کوچک» معروف شد. او بیشتر برای فیلم‌ها و سریال‌های محبوب Kınalı Kar شناخته می‌شود. سال بعد دومین آلبوم خود را به نام Gülom and Yaralı منتشر کرد که به موفقیت دست یافت. آثار بعدی او، بوینو بوکلر (۱۹۸۶) و آیریلامام (۱۹۸۷) به پرفروش‌ترین آلبوم‌ها تبدیل شدند. امراه بیش از ۲۵ میلیون آلبوم در ترکیه فروخته است.
در سال ۲۰۱۴ با سیبل کریر ازدواج کرد که از او یک پسر و یک دختر دارد. او همچنین یک پسر از رابطه قبلی خود دارد.

## ترانه‌شناسی

### آلبوم‌ها
- ۱۹۸۳ Ağam Ağam
- ۱۹۸۴ Gülom
- ۱۹۸۵ Yaralı
- ۱۹۸۶ Boynu Bükükler
- ۱۹۸۷ Ayrılamam
- ۱۹۸۸ Selam Sevdiklerime
- ۱۹۸۸ Neşeliyim
- ۱۹۸۹ Sevdim
- ۱۹۹۰ Hoşgeldin Gülüm
- ۱۹۹۱ Sen Gülünce
- ۱۹۹۲ Bahar Konseri
- ۱۹۹۳ Haydi Şimdi
- ۱۹۹۴ Sevdimmi Tam Severim
- ۱۹۹۶ Narin Yarim
- ۱۹۹۷ Nostalji
- ۱۹۹۸ Dura Dura
- ۲۰۰۰ Ya Hey
- ۲۰۰۲ Ar+ı
- ۲۰۰۴ Kusursuzsun
- ۲۰۰۵ Dön
- ۲۰۰۶ Adın Ne Senin
- ۲۰۰۷ Best Of Emrah
- ۲۰۰۸ Yelpaze
- ۲۰۱۱ Terzinin Oğlu

### تک آهنگ‌ها
- ۲۰۱۳ Kasırga
- ۲۰۱۷ Kırmızı Gül Demet Demet
- ۲۰۱۷ Eledim Eledim
- Gerçek şu ki (feat. Ozan Doğulu) ۲۰۱۹
- ۲۰۲۰ Salgın

## فیلم‌شناسی
- (۱۹۸۴) درماندگان
- (۱۹۸۵) فرزند سختی‌ها
- (1985) Boynu Bükükler
- (۱۹۸۶) یتیم‌ها
- (۱۹۸۶) لقمه تلخ
- (۱۹۸۶) مرحمت
- (۱۹۸۶) جدا نمی‌شوم
- (۱۹۸۷) بینوایان
- (۱۹۸۷) نزنید
- (۱۹۸۷) سرقت دل
- (۱۹۸۸) دوران دیوانگی
- (۱۹۸۸) تلخ
- (۱۹۸۸) اولین بار با تو
- (۱۹۸۹) دوستت دارم
- (۱۹۹۱) خوش آمدی گلم
- (۱۹۹۱) عبرت
- (۱۹۹۱) عشق تا مرگ
- (۱۹۹۳) معابر ممنوعه
- (۱۹۹۳) بدون تو نمیشه
- (۱۹۹۴) شاهد آفتاب تنها
- (۲۰۱۳) بهاری که نمی‌آید gelmeyen bahar (نویسنده و کارگردان)

### سریال تلویزیونی
- ۱۹۹۲ روزگار سیاه من
- ۱۹۹۷ اگه بتوانم فراموشت کنم
- ۱۹۹۹ خبر بد من
- ۲۰۰۲ برف حنایی
- ۲۰۰۴ دروغ بزرگ
- ۲۰۰۶ آداک
- ۲۰۰۷ برای پسرم
- ۲۰۰۹ زخم‌های هجران
- ۲۰۱۶ عشق و ماوی

## جوایز
- ۱۹۸۶ برنده جایزه هنرمند مرد سال در مجلات و روزنامه‌های غیر ترکی
- ۱۹۸۷ برنده جایزه هنرمند پاپ مرد سال مجله Müzik Magazin
- ۱۹۸۸ برنده پروانه طلایی آزادی
- ۱۹۸۸ برنده جایزه بهترین ترانه سال مجله Müzik Magazin
- ۱۹۸۸ برنده جایزه لنز طلایی مؤسسه MGD
- ۱۹۸۹ برنده پروانه طلایی آزادی
- ۱۹۸۹ برنده جایزه هنرمند خلاق و با استعداد مرد
- ۱۹۸۹ برنده جایزه خواننده مرد سال مجله Tan Gazetesi
- ۱۹۹۰ برنده جایزه خواننده مرد سال در بخش مفهومی مجله Tan Gazetesi
- ۱۹۹۱ برنده نظر سنجی بهترین هنرمند سال مؤسسه OYA
- ۱۹۹۲–۱۹۹۳ برنده تلفن طلاییَ Alo Bilgi
- ۱۹۹۲ برنده جایزه لنز طلایی مؤسسه MGD
- ۱۹۹۳ برنده جایزه لنز طلایی مؤسسه MGD
- ۱۹۹۳ برنده جایزه کاست طلایی برای آلبوم Haydi Şimdi Gel
- ۱۹۹۴ برنده جایزه فرکانس طلایی Radyo Jest
- ۱۹۹۶ برنده جایزه لنز طلایی
- ۱۹۹۷ برنده جایزه بهترین ستاره تلویزیونی ترکیه
- ۱۹۹۷ برنده عنوان شاهزاده پاپ
- ۱۹۹۷ برنده جایزه بهترین ستاره موسیقی فانتزی از مؤسسه رسانه‌های آزاد ترکیه
- ۱۹۹۸ برنده جایزه بهترین هنرمند شایسته از جمعیت خبرنگاران و روزنامه‌نگاران آنتالیا
- ۱۹۹۸ برنده جایزه بهترین هنرمند پاپ از دانشگاه خاورمیانه استانبول
- ۱۹۹۸ برنده جایزه پنجمین جشنواره رادیو استانبول در بخش بهترین هنرمند در موسیقی سنتی
- ۱۹۹۸–۲۰۰۰ برنده جایزه بهترین هنرمند سال از ششمین جشنواره رادیو استانبول
- ۱۹۹۸ برنده جایزه پروانه طلایی از جشنواره اسکار موسیقی Müzik Magazin
- ۲۰۰۲ برنده جایزه ستارگان زمینی از کشور اوزبکستان
- ۲۰۰۲ برنده جایزه بهترین هنرمند پاپ از دانشگاه خاورمیانه استانبول
- ۲۰۰۲ انتخاب به عنوان بهترین هنرمند سال از طرف کالج دوغان
- ۲۰۰۳ برنده جایزه Türkiye Müzik Endüstrisi برای فروش فوق‌العاده آلبوم MÜYAP
- ۲۰۰۴ برنده جایزه هنرمند سال از رادیو استانبول
- ۲۰۰۴ برنده جایزه فانتزی‌ترین موسیقی از مؤسسه MGD
- ۲۰۰۴ برنده جایزه بهترین بازیگر مرد سال از دانشگاه TAN
- ۲۰۰۹ برنده جایزه چهره ماندگار صنعت موسیقی از مؤسسه MGD
- ۲۰۱۰ برنده جایزه پروانه طلایی برای ترانه Götür Beni Gittiğin Yere که به عنوان بهترین ترانه سال انتخاب شد.
- ۲۰۱۱ برنده جایزه بهترین هنرمند صنعت موسیقی از مؤسسه MGD
- ۲۰۱۲ ّبرنده جایزه سی سال صنعت موسیقی ترکیه از مؤسسه MGD
- ۲۰۱۲ برنده جایزه چهره ماندگار صنعت موسیقی از مؤسسه MGD
- ۲۰۱۲ برنده مقام هشتم فستیوال فیلم اوراسیا در قزاقستان
- ۲۰۱۴ برنده جایزه مسئولیت اجتماعی (زن و خانواده خشونت علیه زنان)(فیلم بهاری که نمی‌یاد)
- ۲۰۱۴ برنده بهترین جایزه مسولیت اجتماعی از مجله MOONLİFE (فیلم بهاری که نمی‌یاد)
- ۲۰۱۴ برنده جایزه چهره ماندگار صنعت موسیقی از مجله MOONLİFE